# Jekatierinosławka (obwód amurski)
Jekatierinosławka (ros. Екатеринославка) – wieś (sieło) w Rosji, w obwodzie amurskim, ośrodek administracyjny rejonu oktiabrskiego. W 2010 liczyła 9723 mieszkańców.